# Anelosimus lorenzo
Anelosimus lorenzo är en spindelart som beskrevs av Fowler och Levi 1979. Anelosimus lorenzo ingår i släktet Anelosimus och familjen klotspindlar. Inga underarter finns listade i Catalogue of Life.